# Glenna Hansen
Pour les articles homonymes, voir Hansen.
Glenna F. Hansen, née le 10 août 1956 à Aklavik dans les Territoires du Nord-Ouest au Canada, est une femme politique inuvialuite. Elle a été la commissaire des Territoires du Nord-Ouest de 2000 à 2005.

## Biographie
Glenna Hansen est née le 10 août 1956 à Aklavik dans les Territoires du Nord-Ouest au Canada.
Elle a commencé sa carrière politique en se présentant comme candidate à l'Assemblée législative des Territoires du Nord-Ouest pour la circonscription d'Inuvik Twin Lakes (en) lors des élections générales ténoises de 1999 (en), mais elle perdit contre Roger Allen (en). Quelques mois plus tard, elle fut nommée commissaire du territoire, poste qu'elle occupa du 31 mars 2000 au 29 avril 2005.
Elle se présenta de nouveau comme candidate lors des élections générales ténoises de 2011 pour la circonscription de Mackenzie Delta (en), mais elle termina cinquième.

## Annexe